# 西村天裕
西村 天裕（にしむら たかひろ、1993年5月6日 - ）は、和歌山県和歌山市出身のプロ野球選手（投手）。右投右打。千葉ロッテマリーンズ所属。

## 経歴

### プロ入り前
和歌山市立岡崎小学校2年生のときに岡崎スマイルズで野球を始め、5年生のときには「4番・捕手」で県優勝。和歌山市立東中学校2年春から投手へ転向し、3年夏には和歌山市選抜で全国大会へ出場した。県立和歌山商業高校では1年秋からベンチ入りし、2年秋からはチームのエースを務め、県3位で近畿大会に出場するも初戦敗退。4番も務めた3年夏は3回戦敗退であった。
帝京大学に進学すると、1年春から登板し、2年秋からエースを務めてリーグ最多の5勝、3年春もリーグ最多の5勝で初のベストナインを獲得。3年秋は7勝を挙げ、3季連続のリーグ最多勝利となり、初の最優秀投手に輝いた。大学4年間では首都大学リーグで通算25勝を記録し、プロ志望届を提出したが、19日後にドラフト会議を控えた2015年10月3日のリーグ戦にて、がら空きの三塁のベースカバーへ向かい、ライト方向からの送球を捕ろうと身体を切り返した瞬間、土にスパイクの金具が食い込んで左足だけが切り返せず、左膝前十字靭帯を損傷。全治6か月の診断を受け、ドラフトで指名されることは無かった。指名漏れを受けて帝京大・唐澤監督は、厚い信頼関係にあるNTT東日本・飯塚監督に西村の入団を打診し、同社への入団が決定した。
左膝の手術を経てNTT東日本に入社し、2016年5月にようやく軽いキャッチボールを開始。8月6日に実戦復帰を果たし、日本選手権にも登板した。2年目はリリーフとして、第1代表（チーム3年ぶり）での都市対抗出場に貢献。本大会では西村自身の調子は上がらなかったものの、チームは36年ぶり2度目の優勝を果たした。
2017年10月26日に開催されたドラフト会議にて、北海道日本ハムファイターズから2巡目指名を受けた。指名後に出場した日本選手権では、トヨタ自動車との準決勝で敗退した。11月14日に契約金7000万円・年俸1200万円（いずれも金額は推定）で仮契約を結んだ。背番号は35。

### 日本ハム時代

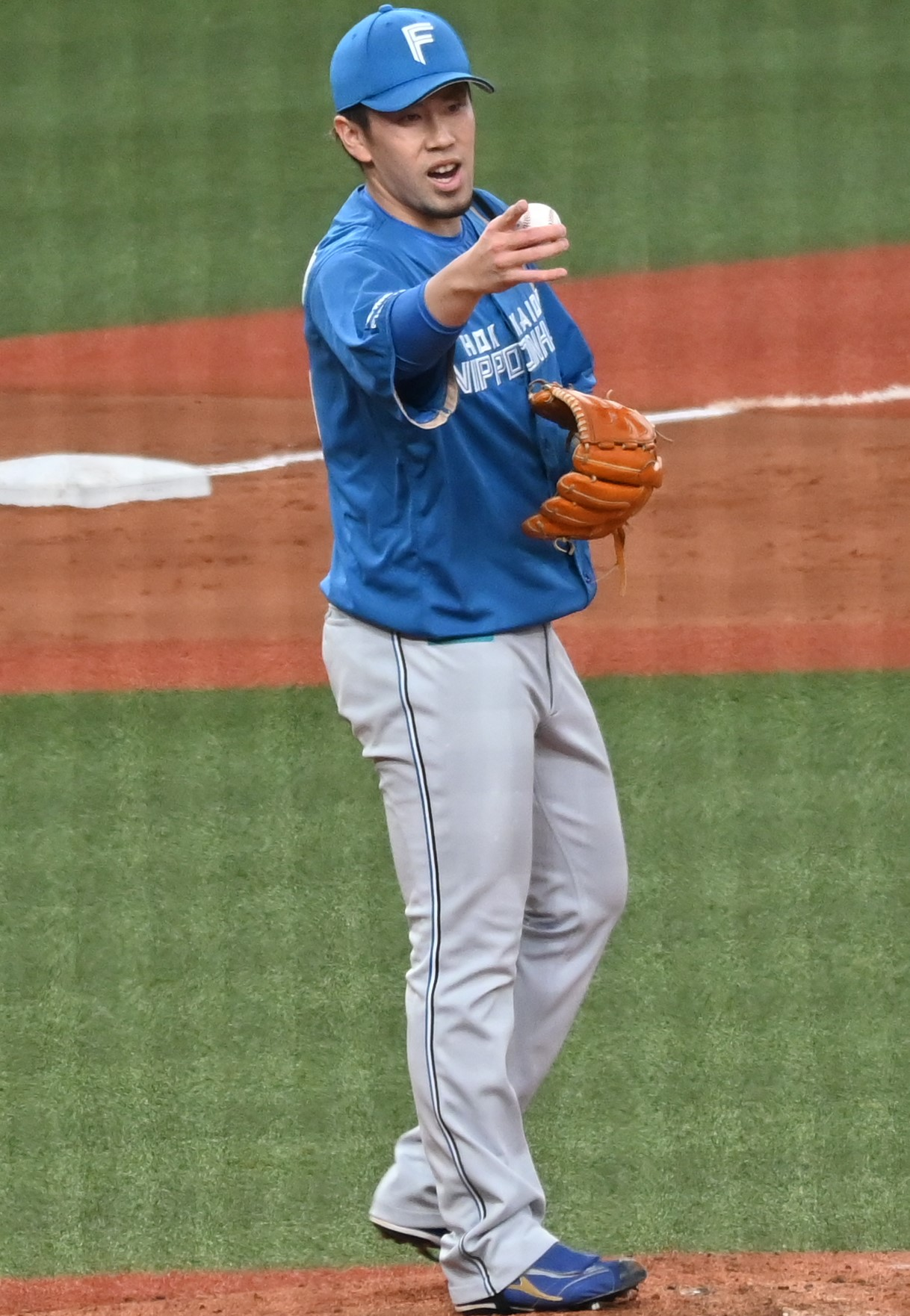
北海道日本ハムファイターズ時代
（2022年4月1日 京セラドーム大阪）

2018年は春季キャンプこそ二軍でスタートしたが、レギュラーシーズンの開幕は一軍で迎えた。3月30日の埼玉西武ライオンズ戦でプロ初登板を果たすと、4月7日の千葉ロッテマリーンズ戦ではプロ初勝利を記録した。翌8日の同カードでプロ初ホールド、5月27日の西武戦ではプロ初セーブを挙げるなど、リリーフとして一軍に帯同していたが、6月に入ってからの3登板のうち2試合で失点を喫すると、6月13日に出場選手登録を抹消された。その後は7月12日に開催されたフレッシュオールスターに選出され、当日は7番手として1イニングを三者凡退に抑えた。8月17日に出場選手登録されるも、2試合に登板したのみで同23日に登録抹消となり、その後の一軍再昇格は果たせず、10月8日から開催されたフェニックスリーグに参加すると、同リーグでは先発に挑戦した。ルーキーイヤーは一軍で26試合に登板し、2勝2敗8ホールド1セーブ・防御率3.52を記録。オフに300万円増となる推定年俸1500万円で契約を更改した。
2019年は春季キャンプを一軍でスタートするも、レギュラーシーズンの開幕は二軍で迎えた。4月5日に出場選手登録され、翌6日の西武戦でシーズン初登板となったが、2/3回を7失点の大乱調。4月12日に出場選手登録を抹消され、5月1日に再登録となるも、翌2日の西武戦で秋山翔吾にソロ本塁打を打たれ、5月4日に再び登録抹消となった。6月16日の一軍再昇格後はシーズン終了までリリーフとして一軍に帯同し、この年は35試合に登板。1勝0敗3ホールド・防御率3.83という成績を残し、オフに600万円増となる推定年俸2100万円で契約を更改した。
2020年は新型コロナウイルスの影響で開幕延期・120試合制の短縮シーズンとなったが、開幕前の6月2日に行われた練習試合の登板中に左脇腹に違和感を覚え、左内腹斜筋肉離れ（2度）と診断された。7月12日の二軍戦で実戦復帰し、同30日に出場選手登録されるも、8月中旬に2試合連続で複数失点を喫すると、8月20日に登録抹消。9月29日に再登録されると、10月27日のオリックス・バファローズ戦ではプロ初先発となり、3回3安打2四球4奪三振2失点という内容で勝敗は付かなかった。この年は16試合（2先発）の登板で0勝0敗・防御率4.56という成績にとどまり、オフに200万円減となる推定年俸1900万円で契約を更改した。
2021年は春先から先発としてアピールを続けるも、開幕ローテーション入りとはならなかった。開幕後も先発として調整していたが、4月9日にリリーフとして一軍へ昇格。その後は6月14日に出場選手登録を抹消され、9月3日に再登録されるも、10月18日に再び登録抹消となり、シーズンを終えた。この年は27試合のリリーフ登板で0勝0敗1ホールド・防御率3.48という成績であり、オフに100万円増となる推定年俸2000万円で契約を更改した。
2022年はルーキーイヤー以来となる開幕一軍入りを果たすも、4月下旬から3試合連続失点。その3試合目となった5月1日のロッテ戦では、打球が右手に直撃して緊急降板となり、翌2日に出場選手登録を抹消された。その後は6月7日に再登録されるも、7月10日に登録抹消。同19日に特例2022の代替指名選手として、10日を待たずに一軍へ再昇格したが、7月27日に実施したPCR検査で無症状ながら新型コロナウイルス陽性が判明。翌28日に出場選手登録を抹消されて以降の一軍登板は無くシーズンを終え、この年は18試合の登板で0勝0敗・防御率4.98という成績にとどまった。オフに100万円減となる推定年俸1900万円で契約を更改した。

### ロッテ時代
2023年3月6日、福田光輝とのトレードで千葉ロッテマリーンズに移籍することが発表された。同11日のオープン戦に登板するなど、オープン戦では4試合に登板して防御率2.25という成績であったが、開幕は二軍で迎えた。4月2日に出場選手登録をされ、同日の福岡ソフトバンクホークス戦で移籍後初登板となり、1イニングを無失点に抑えた。その後も無失点投球を続け、13試合目の登板となった5月6日のソフトバンク戦では移籍後初ホールドを記録。6月1日の読売ジャイアンツ戦でも無失点に抑え、小林宏之と南昌輝が保持していた開幕からの連続試合無失点の球団記録（18試合連続）を更新し、同7日の東京ヤクルトスワローズ戦で松永昂大が保持している1シーズンにおける連続試合無失点の球団記録（21試合連続）に並んだ。ただ、続く6月10日の広島東洋カープ戦では1点リードの7回表から登板するも、一死一・三塁のピンチを招くと、西川龍馬に適時打を打たれてシーズン初失点。連続試合無失点の球団記録を更新とはならず、また自身が保持している開幕からの連続試合無失点の球団記録が21でストップした。続く秋山翔吾にはレフト前に落ちる不運な適時打で勝ち越しを許し、さらに四球を与えて一死満塁となったものの、後続を抑えて追加点を防ぐと、チームは8回裏に同点に追いつき、西村に勝敗は付かなかった。7月4日の西武戦では同点の延長11回表を無失点に抑えると、直後にチームがサヨナラ勝ちを収めたことで西村に移籍後初勝利が記録。一軍では自身4年ぶりの白星となった。その後も勝ちパターンでの大きな戦力となっていたが、9月3日に左脇腹の違和感で出場選手登録を抹消され、左脇腹の肉離れ（1度）と診断された。10月1日の西武戦で一軍復帰登板を果たし、この年は44試合の登板で4勝0敗14ホールド・防御率1.25を記録。自身初のポストシーズン出場となったCSでは、ソフトバンクとのファーストステージに2試合、オリックスとのファイナルステージにも2試合登板した。オフに2100万円増となる推定年俸4000万円で契約を更改した。
2024年は開幕を一軍で迎え、主に7回のセットアッパーを務め、開幕から5登板で5ホールド・防御率0.00を記録していたが、4月16日の西武戦で山村崇嘉に逆転3点本塁打を許して救援失敗。その後のホールド機会はなく、5月3日の東北楽天ゴールデンイーグルス戦では1回6失点を喫し、翌4日に出場選手登録を抹消された。6月21日に再登録され、4試合連続で無失点に抑えるも、7月は3登板・4イニングを投げ、6安打2四球4失点と結果を残せず、7月10日に登録抹消。その後の一軍再昇格は果たせず、この年は17試合の登板で0勝0敗7ホールド・防御率6.62という成績であった。オフに500万円減となる推定年俸3500万円で契約を更改した。

## 選手としての特徴
最速155km/hのストレートにスライダー・カットボール・スプリットを織り交ぜるパワーピッチャーであり、高い奪三振率を誇る。
2022年冬に脳科学を専門とする帝京大学時代の同級生の助言で専門施設を訪れ、脳の思考パターン診断を受けると、「まわりからの意見や期待によって影響を受けやすい」と診断され、期待に応えようとするあまり、脳が過度の興奮状態に陥って動きのバランスが崩れていたため、マウンド上での興奮状態を緩和するために呼吸のトレーニングに取り組んだ。また、「1つのことをコツコツ続けられる」という脳タイプを生かし、投球前にグラブ側の左手を捕手に向かって突き出し、ボールを持った右手で胸の中心を2度叩いた後、上半身を大きく前に倒してキャッチャーのサインを見るルーティーンを取り入れた。2023年シーズン開幕前にトレードでロッテへ移籍となったが、シーズン中も1か月に1度のペースで専門施設に通い、新天地で飛躍を遂げ、本人も「呼吸によって、まわりを冷静に見られるというか。今までは肩で息しながらどうしようどうしようとあたふたしていたのが、今は『大丈夫、このバッターをしっかり抑えたらいける』と冷静に自分の考え方をまとめてバッターに向かっていけるようになりました。自分を大きく成長させてくれた、なくてはならないものだと思います」と話した。

## 人物
主な愛称は「西くん」、「天さん」。大学から社会人時代にかけて計5回日本代表候補に選出されたが全て落選したことから、社会人時代は後輩から「候補村（こほむら）さん」と呼ばれていたという。
チームメイトだった上原健太、吉田侑樹とはプロ入り前から交流がある。

## 詳細情報

### 年度別投手成績
| 年 度     | 球 団     | 登 板 | 先 発 | 完 投 | 完 封 | 無 四 球 | 勝 利 | 敗 戦 | セ 丨 ブ | ホ 丨 ル ド | 勝 率 | 打 者 | 投 球 回 | 被 安 打 | 被 本 塁 打 | 与 四 球 | 敬 遠 | 与 死 球 | 奪 三 振 | 暴 投 | ボ 丨 ク | 失 点 | 自 責 点 | 防 御 率 | W H I P |
| --------- | --------- | ----- | ----- | ----- | ----- | -------- | ----- | ----- | -------- | ----------- | ----- | ----- | -------- | -------- | ----------- | -------- | ----- | -------- | -------- | ----- | -------- | ----- | -------- | -------- | ------- |
| 2018      | 日本ハム  | 26    | 0     | 0     | 0     | 0        | 2     | 2     | 1        | 8           | .500  | 102   | 23.0     | 21       | 1           | 12       | 2     | 2        | 25       | 1     | 0        | 9     | 9        | 3.52     | 1.43    |
| 2019      | 日本ハム  | 35    | 0     | 0     | 0     | 0        | 1     | 0     | 0        | 3           | 1.000 | 196   | 44.2     | 40       | 6           | 20       | 0     | 3        | 55       | 3     | 0        | 22    | 19       | 3.83     | 1.34    |
| 2020      | 日本ハム  | 16    | 2     | 0     | 0     | 0        | 0     | 0     | 0        | 0           | ----  | 115   | 25.2     | 23       | 4           | 14       | 0     | 2        | 29       | 0     | 0        | 14    | 13       | 4.56     | 1.44    |
| 2021      | 日本ハム  | 27    | 0     | 0     | 0     | 0        | 0     | 0     | 0        | 1           | ----  | 139   | 31.0     | 33       | 2           | 12       | 2     | 3        | 32       | 0     | 1        | 16    | 12       | 3.48     | 1.45    |
| 2022      | 日本ハム  | 18    | 0     | 0     | 0     | 0        | 0     | 0     | 0        | 0           | ----  | 94    | 21.2     | 22       | 4           | 10       | 1     | 1        | 25       | 1     | 0        | 15    | 12       | 4.98     | 1.48    |
| 2023      | ロッテ    | 44    | 0     | 0     | 0     | 0        | 4     | 0     | 0        | 14          | 1.000 | 174   | 43.1     | 28       | 2           | 16       | 1     | 0        | 41       | 3     | 0        | 7     | 6        | 1.25     | 1.02    |
| 2024      | ロッテ    | 17    | 0     | 0     | 0     | 0        | 0     | 0     | 0        | 7           | .000  | 80    | 17.2     | 18       | 1           | 10       | 0     | 0        | 15       | 3     | 0        | 13    | 13       | 6.62     | 1.58    |
| 通算：7年 | 通算：7年 | 183   | 2     | 0     | 0     | 0        | 7     | 2     | 1        | 33          | .778  | 900   | 207.0    | 185      | 20          | 94       | 6     | 12       | 222      | 11    | 1        | 96    | 84       | 3.65     | 1.35    |

- 2024年度シーズン終了時

### 年度別守備成績
| 年 度 | 球 団    | 投手  | 投手  | 投手  | 投手  | 投手  | 投手     |
| 年 度 | 球 団    | 試 合 | 刺 殺 | 補 殺 | 失 策 | 併 殺 | 守 備 率 |
| ----- | -------- | ----- | ----- | ----- | ----- | ----- | -------- |
| 2018  | 日本ハム | 26    | 2     | 1     | 0     | 0     | 1.000    |
| 2019  | 日本ハム | 35    | 0     | 8     | 0     | 0     | 1.000    |
| 2020  | 日本ハム | 16    | 3     | 5     | 0     | 0     | 1.000    |
| 2021  | 日本ハム | 27    | 0     | 6     | 0     | 0     | 1.000    |
| 2022  | 日本ハム | 18    | 0     | 4     | 0     | 0     | 1.000    |
| 2023  | ロッテ   | 44    | 1     | 6     | 0     | 1     | 1.000    |
| 2024  | ロッテ   | 17    | 2     | 1     | 0     | 1     | 1.000    |
| 通算  | 通算     | 183   | 8     | 31    | 0     | 2     | 1.000    |

- 2024年度シーズン終了時

### 記録
初記録
- 初登板：2018年3月30日、対埼玉西武ライオンズ1回戦（札幌ドーム）、9回表に5番手で救援登板、1回無失点
- 初奪三振：同上、9回表に山川穂高から空振り三振
- 初勝利：2018年4月7日、対千葉ロッテマリーンズ2回戦（東京ドーム）、6回表に3番手で救援登板、1回1失点
- 初ホールド：2018年4月8日、対千葉ロッテマリーンズ3回戦（東京ドーム）、10回表途中に5番手で救援登板、1回無失点
- 初セーブ：2018年5月27日、対埼玉西武ライオンズ10回戦（メットライフドーム）、10回裏に6番手で救援登板・完了、1回無失点
- 初先発登板：2020年10月27日、対オリックス・バファローズ18回戦（京セラドーム大阪）、3回2失点で勝敗つかず

その他の記録
- 1球で危険球退場：2023年4月13日、対埼玉西武ライオンズ3回戦（埼玉県営大宮公園野球場）、6回表二死から2番手で救援登板、柘植世那に初球を頭部死球 ※史上11人目、球団史上初[111]

### 背番号
- 35（2018年 - 2023年3月6日）
- 40（2023年3月7日 - ）

### 登場曲
- 「ヒューマン」WANIMA（2018年）
- 「GONG」WANIMA（2019年）